# Plumularia crater
Plumularia crater är en nässeldjursart som beskrevs av Chantal Billard 1911. Plumularia crater ingår i släktet Plumularia och familjen Plumulariidae. Inga underarter finns listade i Catalogue of Life.